# 共和国大統領 (スペイン)
共和国大統領（きょうわこくだいとうりょう、スペイン語: Presidente de la República）は、かつて存在したスペイン共和国の元首たる大統領である。

## 大統領の一覧
| 第一共和政 (1873-1874) |                                                      |        |                         |    |                               |             |                         |
| 代                     | 大統領                                               | 大統領 | 所属政党                | 期 | 在任期間                      | 在任期間    | 備考                    |
| 001                    | エスタニスラオ・フィゲラス Estanislao Figueras       |        | 連邦民主共和党 （PRDF） | － | 1873年2月12日 - 1873年6月11日 | 119日       |                         |
| 002                    | ピ・イ・マルガル Francisco Pi y Margall              |        | 連邦民主共和党 （PRDF） | － | 1873年6月11日 - 1873年7月18日 | 37日        |                         |
| 003                    | ニコラス・サルメロン Nicolás Salmerón y Alonso       |        | 進歩党 （PP）           | － | 1873年7月18日 - 1873年9月7日  | 51日        |                         |
| 004                    | エミリオ・カステラル Emilio Castelar y Ripoll        |        | 共和可能主義党 （RU）   | － | 1873年9月7日 - 1874年1月3日   | 118日       |                         |
| 005                    | フランシスコ・セラーノ Francisco Serrano y Domínguez |        | 保守党 （PC）           | － | 1874年1月3日 - 1874年12月30日 | 361日       | 任期満了前に解任        |
| 第二共和政 (1931-1939) |                                                      |        |                         |    |                               |             |                         |
| 代                     | 大統領                                               | 大統領 | 所属政党                | 期 | 在任期間                      | 在任期間    | 備考                    |
| 001                    | アルカラ・サモーラ Niceto Alcalá-Zamora              |        | 自由共和党 （DLR）      | － | 1931年12月11日 - 1936年4月7日 | 4年 + 118日 | 任期満了前に解任        |
| 00－                   | ディエゴ・マルティネス Diego Martínez Barrio         |        | 共和連合党 （UR）       | － | 1936年4月7日 - 1936年5月11日  | 34日        | 大統領代行 （下院議長） |
| 002                    | マヌエル・アサーニャ Manuel Azaña                    |        | 左翼共和党 （IR）       | － | 1936年5月11日 - 1939年3月3日  | 2年 + 296日 | 在任中に亡命            |